# Demansia simplex
Demansia simplex är en ormart som beskrevs av Storr 1978. Demansia simplex ingår i släktet Demansia och familjen giftsnokar och underfamiljen havsormar. Inga underarter finns listade i Catalogue of Life.
Arten förekommer i Australien i nordöstra Western Australia och norra Northern Territory. Den vistas i måttlig fuktiga och varma områden som främst är täckta av gräs. Denna orm jagar främst små ödlor. Honor lägger ägg. Demansia simplex har ett giftig bett.
För beståndet är inga hot kända. IUCN listar arten som livskraftig (LC).